# Encore (Lied)
Encore (englisch für „Zugabe“) ist ein Lied des US-amerikanischen Rappers Eminem, das er zusammen mit den Rappern Dr. Dre und 50 Cent aufnahm. Der Song ist die dritte Singleauskopplung seines gleichnamigen fünften Studioalbums und wurde am 9. November 2004 ausschließlich in den USA veröffentlicht.

## Inhalt
| Liedteil   | Künstler                    |
| Intro      | 50 Cent                     |
| Refrain    | Eminem und 50 Cent          |
| 1. Strophe | Eminem und Dr. Dre          |
| 2. Strophe | Eminem und Dr. Dre          |
| 3. Strophe | 50 Cent, Dr. Dre und Eminem |
| Outro      | Eminem                      |

Das Lied ist ein typischer Partysong mit treibendem Beat, der die Stimmung anheizen soll. Im Intro nennt 50 Cent die drei Labels von ihm (G-Unit), Eminem (Shady Records) und Dr. Dre (Aftermath Entertainment). Anschließend rappen 50 Cent und Eminem gemeinsam den Refrain, bei dem es heißt, man solle heut tanzen und ordentlich feiern, weil sich niemand verabschiedet, ohne ordentlich „Goodbye“ zu sagen (Encore ist der letzte Track auf dem Album). Im ersten Vers kündigt Eminem Dr. Dre an, der daraufhin rappt, dass er wieder einmal zurück sei, um Trends zu setzen, während andere nur kurz an der Spitze stehen und dann wieder verschwinden würden. Eminem schließt sich dem an und verspottet die One-Hit-Wonder, wogegen sein Erfolg weiter ansteige. Der zweite Vers wird ebenfalls von Dr. Dre und Eminem gerappt. Ersterer heizt dabei die Partystimmung weiter an und teilt gegen seine Kritiker aus, die meinen, er würde nicht mehr den harten Rap, wie zu seiner Zeit als N.W.A-Mitglied machen. Eminem spricht von seinem Einfluss, den er auf die Jugend als weißer Rapper und einer der erfolgreichsten Künstler der Musikgeschichte, hat. So hätte seine Musik dazu beigetragen, Barrieren zwischen schwarzen und weißen Jugendlichen zu brechen und sei ein Sprachrohr für wütende Teenager. Im dritten Vers rappen Dr. Dre und Eminem über die Party, welche damit endet, dass der ganze Club in Schutt und Asche gelegt wird. Im Outro kündigt Eminem Dr. Dres nächstes Album Detox für 2006 an (das aber bis heute noch nicht erschien) und bedankt sich bei den Zuhörern.

## Curtains Down (Skit)
Nach 5:13 Minuten verstummt der Beat des Liedes und man hört, wie Eminem noch einmal auf die Bühne zurückkehrt. Er sagt, er habe beinahe etwas vergessen und beginnt, auf das Publikum zu schießen, bis alle Schreie verstummt sind. Anschließend erschießt er sich selbst und man hört eine Roboter-Stimme, die sagt: „Wir sehen uns in der Hölle, Ficker!“. Dies wurde oftmals als Indiz für ein mögliches Karriereende Eminems interpretiert.

## Produktion
Der Beat des Liedes wurde von Eminems Entdecker und Produzent Dr. Dre, der ebenfalls auf dem Track zu hören ist, in Zusammenarbeit mit Mark Batson produziert. Dabei wurden keine Samples von Songs anderer Künstler verwendet.

## Single

### Covergestaltung
Das Singlecover zeigt Eminem in einem Anzug und eine Pistole haltend, aus deren Schaft eine rote Fahne mit dem schwarzen Schriftzug BANG ragt. Der Hintergrund ist weiß gehalten. Im oberen Teil des Bildes stehen der Titel Encore in weiß sowie die schwarzen Schriftzüge Performed by Eminem Feat. Dr. Dre & 50 Cent und Produced by: Dr. Dre auf orangefarbenem Hintergrund.

### Chartplatzierungen
Encore erreichte Platz 25 der US-amerikanischen Singlecharts und konnte sich 15 Wochen in den Top 100 halten.
| ChartsChartplatzierungen       | Höchstplatzierung | Wochen |
| ------------------------------ | ----------------- | ------ |
| Vereinigte Staaten (Billboard) | 25 (15 Wo.)       | 15     |

### Auszeichnungen
Bei den Grammy Awards 2006 wurde Encore in der Kategorie Best Rap Performance by a Duo or Group nominiert, unterlag jedoch dem Lied Don’t Phunk with My Heart von The Black Eyed Peas.